# Obrima
Obrima là một chi bướm đêm thuộc họ Erebidae.

## Loài
- Obrima pyraloides Walker, 1856
- Obrima rinconada Schaus, 1894